# 裴荣富
裴荣富（1924年8月24日—2025年1月25日），河北秦皇岛人，籍贯山东聊城，矿床地质与矿产勘查学专家，中国工程院院士。

## 履历
1943年，以第一名的成绩被北京师范大学地学系录取。1946年，转入清华大学地学系继续深造。1948年，于北京清华大学获理学士学位。1999年，当选中国工程院院士。